# Ribeira do Nabo

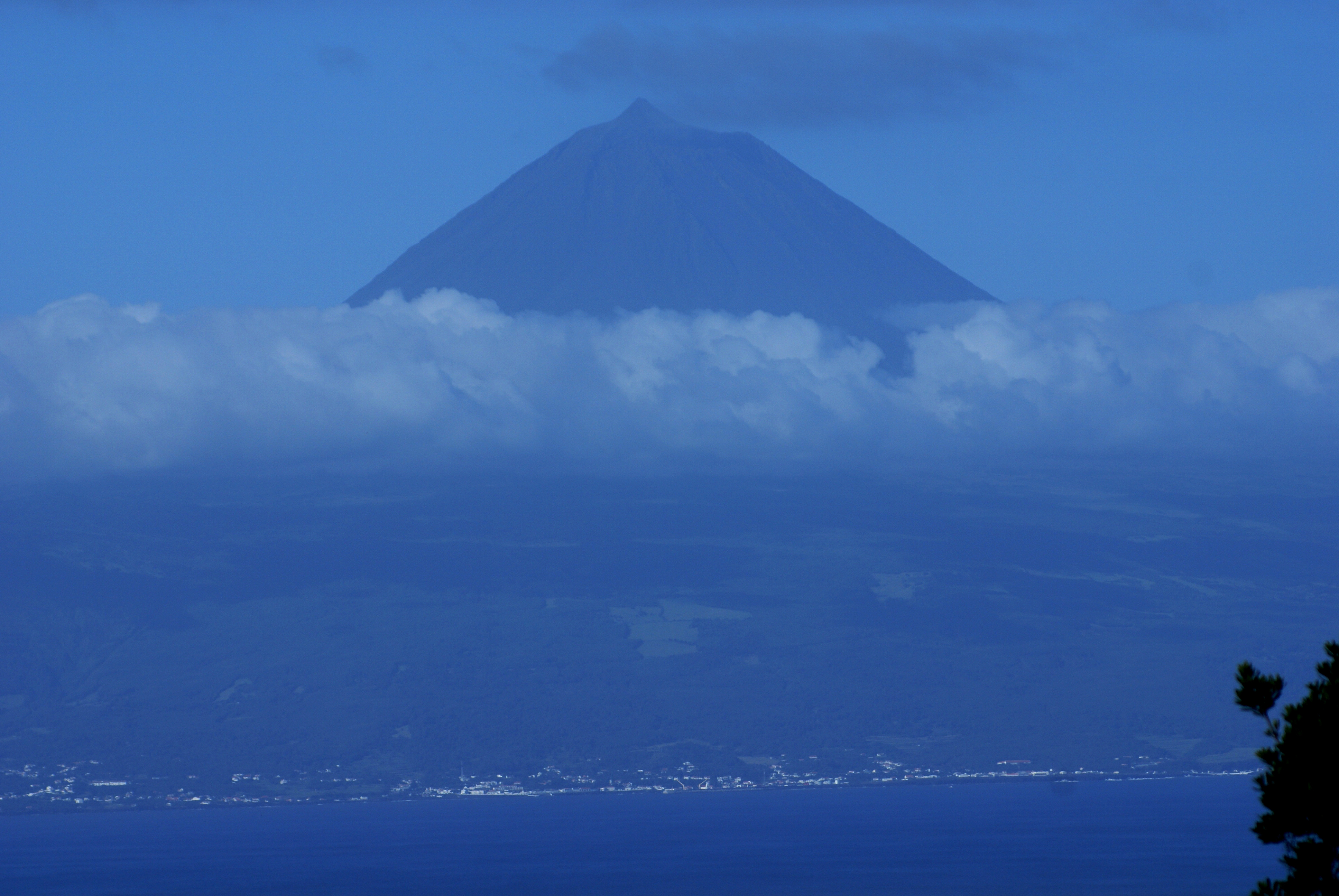
Montanha do Pico vista da Ribeira do Nabo.

A Ribeira do Nabo é uma aldeia portuguesa da freguesia açoriana da Urzelina, concelho de Velas, ilha de São Jorge.
Esta aldeia do concelho de Velas, localiza-se junto de uma falésia do interior a cerca de 8 km do Aeródromo de São Jorge.
Esta localidade foi fortemente afectada com o aparecimento do Oidium nas vinhas do famoso vinho da casta Terrantez e Verdelho que produzia um licoroso vinho.
Após a introdução de novas cepas resistentes a esta doença as vinhas tem vindo a recuperar. Actualmente localiza-se aqui a sede de uma Cooperativa de Artesanato, a Cooperativa de Artesanato Senhora da Encarnação da Ribeira do Nabo. Tem como principal templo a Ermida da Senhora da Encarnação, cuja data de construção é anterior ao ano de 1808.